# Antje Szillat
Antje Szillat (* 1966 in Hannover) ist eine deutsche Schriftstellerin. Sie lebt mit ihrem Mann und vier Kindern in der Nähe von Hannover.

## Leben
Antje Szillat ist ausgebildete Lerntherapeutin und Lernberaterin. Sie ist als freie Redakteurin für unterschiedliche Print- und Online-Magazine (darunter KidsLife, Federwelt und Urbia) und als freie Autorin von Kinder- und Jugendbüchern sowie Sachbüchern tätig.
In Kooperation mit der Stiftung Lesen leitet sie Leseclubs für Kinder und Jugendliche. Sie entwickelte einen Kursus „Spiele für Kopf und Herz“ mit Spielen und Übungen zur Förderung von Kindern und schuf die Kinderbuchfigur Justine, die sich für Kinderrechte engagiert.
Antje Szillat ist Mitglied im Friedrich-Bödecker-Kreis (Niedersachsen) und im Syndikat.

## Werke
- Spiele für Kopf und Herz, Edition Zweihorn, 2008. ISBN 978-3935265508
- Motiv: Angst!, Edition Zweihorn/Diözesan-Caritasverband für das Erzbistum Köln, 2008. ISBN 978-3935265652
- Heute spielen wir mit Luft, Dreieck Verlag, 2008. ISBN 978-3929394504
- Buchstabenabenteuer mit Elvira Wunderlich, Care-Line Verlag, 2008. ISBN 978-3868780000
- Prost, Mathilda!, Edition Zweihorn/Diözesan-Caritasverband für das Erzbistum Köln, 2009. ISBN 978-3935265355
- Rache@, Edition Zweihorn/www.lehrer-online.de, 2009. ISBN 978-3935265386
- Herzpfade gehen, Dreieck Verlag, 2009. ISBN 978-3929394535
- Zauberhafter Advent mit Kindern, Dreieck Verlag, 2009.
- Justine und die Kinderrechte, Edition Zweihorn/Diözesan-Caritasverband für das Erzbistum Köln, ISBN 978-3935265379
- Die Hoffnung ist grün, Edition Zweihorn, 2010, ISBN 978-3935265461
- Die Hoffnung ist grün, Schultheaterinszenierung, Edition Zweihorn, 2010 ISBN 978-3935265478
- Alice im Netz – Das Internet vergisst nie, Edition Zweihorn, 2010, ISBN 978-3935265485
- Die Königin des Altenheims, Edition Zweihorn/Diözesan-Caritasverband Hildesheim, 2010, ISBN 978-3935265942
- Das Monstermädchen von nebenan, Edition Zweihorn/Diözesan-Caritasverband für das Erzbistum Köln, 2010 ISBN 978-3935265539
- Lesepioniere, Dreieck Verlag, 2010, ISBN 978-3929394573
- Rick 1 – Wie man seine durchgeknallte Familie überlebt, Coppenrath Verlag Münster, 2011, ISBN 978-3815752982
- Die schönsten Spiele zum Malen und Nachdenken, Arena Verlag, 2011, ISBN 978-3401098272
- Die schönsten Spiele mit Buchstaben und , Arena Verlag, 2011, ISBN 978-3401098289
- Lesuan zum Monstermädchen von nebenan, Edition Zweihorn, 2011, ISBN 978-3935265591
- Das Badewannenwunder und andere Geschichten und Gedichte für Kindergartenkinder, Dreieck Verlag, 2011
- Rick 2 – Acht Pfeifen an Bord und kein Land in Sicht, Coppenrath Verlag, 2011, ISBN 978-3649602927
- Solange du schläfst, Coppenrath Verlag, 2011, ISBN 978-3649602910
- Du gehörst nicht dazu, Coppenrath Verlag, 2011, ISBN 978-3815792599
- Wie der Löwe ins Kinderbuch flog, Edition Zweihorn Verlag, ISBN 978-3935265799
- Rick 03 – Einfach mal die Schnauze halten!, Coppenrath Verlag, 2012, ISBN 978-3649605720
- Rick 04 – Ein Vollidiot kommt selten allein!, Coppenrath Verlag, 2012, ISBN 978-3649610274
- Rick – Krasse Witze – Nix für Weicheier, Coppenrath Verlag, 2012, ISBN 978-3649608615
- Die Tiefen deines Herzens. Roman, Coppenrath Verlag, 2013, ISBN 978-3649611134
- Flätscher 1 – Die Sache stinkt. Mit Illustrationen von Jan Birck, dtv, München 2016, ISBN 978-3-423-76156-7
- Flätscher 2 – Krawall im Kanal. Mit Illustrationen von Jan Birck, dtv, München 2017, ISBN 978-3-423-76176-5
- Flätscher 3 – Mit Spürnase und Stinkkanone. Mit Illustrationen von Jan Birck, dtv, München 2018, ISBN 978-3-423-76194-9
- Flätscher 4 – Schurken voraus! Mit Illustrationen von Jan Birck, dtv, München 2018, ISBN 978-3-423-76209-0
- Drei Pferdefreundinnen – Filmpferd in Not, dtv, München 2018, ISBN 978-3-423-76225-0
- Drei Pferdefreundinnen – Diebesjagd am Set, dtv, München 2018, ISBN 978-3-423-76226-7
- Flätscher 5 – Spuken verboten! Mit Illustrationen von Jan Birck, dtv, München 2019, ISBN 978-3-423-76244-1
- Drei Pferdefreundinnen – Ein neuer Star im Sattel, dtv, München 2019, ISBN 978-3-423-76239-7

Zahlreiche Beiträge in Anthologien und Schulbüchern

## Auszeichnungen
- 2010: Für „Justine und die Kinderrechte“ – Landesjugendhilfeausschuss des Landschaftsverbandes Rheinland mit dem Prädikat „kinderfreundlich“
- 2014: Für „AsphaltSpuren“ – Jugendbuch des Monats der Deutschen Akademie für Kinder- und Jugendliteratur
- 2017: Leipziger Lesekompass für Flätscher – Die Sache stinkt[1]
- 2018: Paderborner Hase für Flätscher – Die Sache stinkt